# Alexanderfeld
Alexandru Ioan Cuza è un comune della Moldavia situato nel distretto di Cahul di 1.454 abitanti al censimento del 2004.
Fino alla seconda guerra mondiale, quando faceva parte della Romania, si chiamava Alexandru cel Bun